# Râul Fântâna, Vișeu
Râul Fântâna este un curs de apă, afluent al râului Vișeu. Cascada Cailor este situată pe acest râu

## Hărți
- Harta județului Maramureș
- Harta Munții Rodnei  Arhivat în 22 iulie 2020, la Wayback Machine.